# 哥倫比亞中部山脈

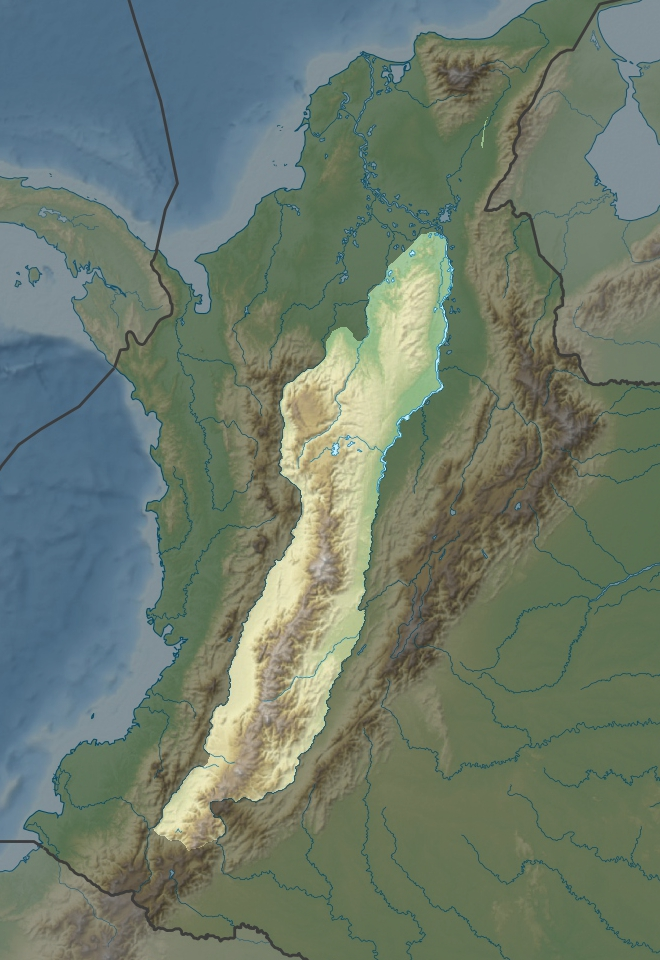

哥倫比亞中部山脈（西班牙語：Cordillera Central），是哥倫比亞的山脈，屬於安第斯山脈的一部分，全長1,023公里，面積129,737平方公里，最高點是海拔高度5,364米的內瓦多·德·烏伊拉火山。